# Вот моя деревня… (фильм, 1985)
«Вот моя деревня…» — советская социальная драма о судьбе сибирской деревни конца XX века, снятая по мотивам очерков Анатолия Зябрева.

## Сюжет
Некогда крепкая и многолюдная деревня Кудринка постепенно исчезает под напором местной индустриализации: старики умирают, молодёжь переселяется в город — к более удобной и комфортной жизни. Чтобы остановить запустение земель председатель колхоза предложил администрации наступающего угольного комбината новую, взаимовыгодную форму использования сельхозугодий.

## В ролях
- Алексей Булдаков — Павел Петрович Зузенок, председатель колхоза
- Лариса Гребенщикова — Надежда Зузенок, жена Павла Петровича
- Юлия Дударева — Полина, дочь Зузенка
- Александр Фатюшин — Пётр Дылдин, механизатор
- Наталья Егорова — Марина Дылдина, жена Дылдина
- Александр Пашутин — Родион Пегов, механизатор
- Нина Усатова — Зоя Пегова, жена Пегова
- Нина Русланова — Матрёна
- Марина Трегубович — Евдокия
- Юрий Дубровин — Захар Паклин, колхозный сторож
- Николай Исполатов — лектор (озвучивает Эрнст Романов)
- Всеволод Кузнецов — Иван Саввич Петрусёв, начальник стройуправления
- Иван Краско — Герасимов, начальник строительства
- Александр Вдовин — Анатолий Николаевич Зверев, парторг стройуправления
- Павел Кашлаков — Василий, водитель Зузенка
- Владимир Меньшов — Василий Васильевич, секретарь райкома партии

## Съёмочная группа
- Сценарий и постановка: Виктора Трегубовича
- Оператор-постановщик: Владимир Бурыкин
- Художник-постановщик: Виктор Амельченков
- Композитор: Алексей Рыбников
- Звукооператор: Наталья Левитина
- Режиссёр: Виктор Трегубович[1]
- Оператор: Алексей Родионов
- Монтажёр: Маргарита Шадрина
- Редактор: Светлана Пономаренко
- Директор картины: Георгий Гуров